# Dog & Butterfly
Dog & Butterfly – czwarty album amerykańskiej grupy rockowej Heart, wydany w 1978 roku.
Album został pokryty podwójną platyną, spędził 36 tygodni na listach przebojów i osiągnął 17. miejsce Billboard 200. Zamiast tradycyjnych stron „A” i „B” na winylu pojawiają się strony „Dog” i „Butterfly”. Na pierwszej z nich pojawiają się typowo rockowe utwory, na drugiej – ballady.

## Lista utworów
Wszystkie utwory zostały napisane przez Ann i Nancy Wilson oraz Sue Ennis, chyba że zaznaczono inaczej.
Strona pierwsza – „Dog”
| 1. | „Cook with Fire” (A. Wilson, N. Wilson, Ennis, Roger Fisher, Howard Leese) | 4:59  |
|    |                                                                            |       |
| 2. | „High Time”                                                                | 3:24  |
|    |                                                                            |       |
| 3. | „Hijinx”                                                                   | 3:33  |
|    |                                                                            |       |
| 4. | „Straight On”                                                              | 5:10  |
|    |                                                                            |       |
|    |                                                                            | 17:06 |
|    |                                                                            |       |
Strona druga – „Butterfly”
| 1. | „Dog & Butterfly”                                    | 5:22  |
|    |                                                      |       |
| 2. | „Lighter Touch”                                      | 5:05  |
|    |                                                      |       |
| 3. | „Nada One”                                           | 5:22  |
|    |                                                      |       |
| 4. | „Mistral Wind” (A. Wilson, N. Wilson, Ennis, Fisher) | 6:45  |
|    |                                                      |       |
|    |                                                      | 22:34 |
|    |                                                      |       |

## Wykonawcy
- Ann Wilson – śpiew (utwory 1, 2, 3, 4, 5, 6, 8), wokal wspomagający (utwór 7), dzwonki (utwór 5), pianino (utwór 6)
- Nancy Wilson – śpiew (utwór 7), wokal wspomagający (utwory 2, 5), gitara (utwory 2, 3, 4, 5, 6, 7, 8)
- Roger Fisher – gitara (utwory 1, 2, 3, 4, 8)
- Howard Leese – gitara (utwory 1, 2, 4, 6), keyboard (utwory 3, 5, 8), instrumenty perkusyjne (utwór 1), wokal wspomagający (2, 7)
- Steve Fossen – gitara basowa, instrumenty perkusyjne (utwór 1)
- Michael DeRosier – perkusja, dzwonki (utwór 8)

Opracowano na podstawie materiału źródłowego.